# Forbát Alfréd
Forbát Alfréd, született Füchsl Alfréd, külföldön használt neve Fred Forbat (Pécs, 1897. március 31. – Vällingby, Svédország, 1972. május 23.) magyar építész, festő, a pécsi születésű magyar Bauhaus-tagok egyike.

## Életpályája
Füchsl Arnold borkereskedő és Wertheimer Gizella gyermekeként született. A főreálban érettségizett 1915-ben, majd a budapesti műegyetemen folytatott tanulmányokat 1917 és 1918 között. Ezután Münchenben élt, ahol 1920-ban kapott mérnöki oklevelet a Technische Hochschulén. Forbát 1920 és 1922 között Walter Gropius irodájának munkatársa volt Weimarban, ahol részt vett a Bauhaus megvalósításában 1928-tól önálló építészirodát tartott fenn. Tervei – többek között – Szalonikiben, Weimarban és Berlinben valósultak meg. 1932-ben a Szovjetunióban dolgozott. Tagja volt a CIAM-nak, amelynek 1933-as athéni konferenciáján is részt vett. 1933–1938 között Pécsett több lakóházat tervezett foglalkozott. 1938-ban Svédországba költözött, ahol 1942-ig Lund egyetemi város mérnöki hivatalának tervező építészeként dolgozott. Később több városban, így Stockholmban is megvalósultak városrendezési tervei.  Elképzelésében fontos szerephez jutott a közlekedés racionális tervezése, a magasház, toronyház mint lakóépület hátrányainak kimutatása.

## Munkássága
1924-től a berlini Sommerfeld cég megbízta a Szerb-Horvát-Szlovén Királyság területére érkezett görög menekültek házainak megtervezésével. Végül egy szabványosított telepházat tervezett, amely több tízezer görögnek adott később otthont.

## Festőként
- Grafikáiból néhányat a budapesti Szépművészeti Múzeum és a pécsi Janus Pannonius Múzeum őriz.

## Emlékezete
- Szülővárosában, Pécsett utcát neveztek el róla (az Alkotmány utcát és a Báthory utcát köti össze).

## Írásai
- A zsidókérdés. Jegyzetek Martinovich Sándor könyvéhez; Pécsi Irodalmi és Könyvny., Pécs, 1918
- Tanulmányainak bibliográfiáját közli: Fred Forbát-Kat. Bauhaus Archiv. (Darmstadt, 1969) és Der Aufbau (1957. 6. sz.)